# Raionul Berejanî, Ternopil
Berejanî (în ucraineană Бережанський район, transliterat: Berejanskîi raion) este un raion în regiunea Ternopil, Ucraina. Reședința sa este orașul Berejanî.

## Demografie
Componența lingvistică a raionului Berejanî
     Ucraineană (99,26%)
     Alte limbi (0,69%)
Conform recensământului din 2001, majoritatea populației raionului Berejanî era vorbitoare de ucraineană (99,26%), existând în minoritate și vorbitori de alte limbi.